# News.am
Новости Армении, или News.am (арм. Լուրեր Հայաստանից - NEWS.am) — одно из ведущих армянских информационных агентств, основанное в 2009 году. Круглосуточно освещает армянские и мировые новости.
В 2014 году агентство провело полное обновление старого сайта.
Сайт имеет две версии: десктопная и мобильная. Мобильная версия поддерживает как планшеты с большим разрешением экрана, так и смартфоны с меньшим разрешением. Версия поддерживает портретную и горизонтальную ориентации. По данным SimilarWeb и Alexa за 2019 год, сайт NEWS.am занимает 1-е место по посещаемости среди новостных сайтов в Армнете.

## Концепция
Армянское независимое информационно-аналитическое агентство Новости Армении - NEWS.am специализируется на производстве информационных продуктов, их анализе и распространении. Основная аудитория агентства — лица и организации, заинтересованные в получении информации об общественно-политических и экономических событиях в Армении и Нагорном Карабахе, равно как и о жизни армянской диаспоры.
Агентство также фокусирует внимание на основных мировых событиях, проблемах и тенденциях.
Сайт доступен на 4 языках — английском, армянском, русском, турецком
Крупнейший местный и глобальный новостной сайт в Армении. Этот сайт входит в пятерку самых влиятельных Армянских новостных интернет-сайтов в четырёх странах (Франция, США, Россия, Азербайджан), причем в каждом из них также является первым со своим влиянием, за исключением России, где занимает второе место.

## Проекты агентства
Помимо основного сайта, агентство выпускает следующий ряд информационных интернет-ресурсов:
NEWS.am — последние новости армянского и мирового спорта.
NEWS.am Style — сайт о красоте, моде и стиле жизни.
NEWS.am Medicine — сайт о здоровье и медицине.
NEWS.am Video
NEWS.am Photo
NEWS.am Social Trends

## NEWS.am в социальных сетях
Агентство широко представлено в социальных сетях.
На твиттер-аккаунт NEWS.am подписано, по данным на конец 2019 года 3940 человек.
Публичная страница агентства в социальной сети Facebook на начало 2020 насчитывает порядка 680 тысяч подписчиков и занимает первое место среди новостных сайтов Армении.
В конце 2014 года издание стало развивать собственный аккаунт в сети «Инстаграм» и на начало 2020 имеет около 26.5 тысяч подписчиков.